# جيوفاني بورجيا
جيوفاني بورجيا (بالإيطالية: Giovanni Borgia)‏ وهو دوق غانديا (1476-1497) وهو واحد من عائلة بورجيا وابن البابا إسكندر السادس رودريغو بورجيا وهو شقيق تشيزري بورجا و جيوفري بورجيا و لوكريسيا بورجيا وكان ينادى أيضاً خوان، وهو أكبر أبناء البابا من زوجته فانوتزا دي كتاني، حوكم من قبل الثوار ضد البابوية بالقتل، وغير معلوم ما إذا كان بورجيا ولد في سنة 1476 أو 1477.